# Chris Hanley
Chris Hanley est un producteur de cinéma américain. Après un début de carrière dans la musique, il se joint à sa femme Roberta pour fonder en 1991 le studio Muse Productions, auquel on doit de nombreux films tels que Buffalo '66, Virgin Suicides, Bully ou encore American Psycho.

## Biographie

### Jeunesse et débuts
Chris Hanley est né dans une banlieue de classe moyenne de Montclair, dans le New Jersey. Son père était chirurgien-dentiste et sa mère danseuse au New York City Ballet. Il obtient ses diplômes de littérature de langue anglaise et de philosophie au Amherst College dans le Massachusetts, et suit des cours complémentaires dans les universités d'Oxford et Columbia. À Amherst, il se rapproche du Hampshire College (en), une université d'arts libéraux dont il fréquente en particulier le laboratoire de musique électronique. C'est là qu'il rencontre sa future épouse Roberta. Ils partent s'installer à Manhattan, où Hanley découvre la scène musicale no wave. Il fonde le magasin d'instruments Intergalactic Music, qui remporte un certain succès : John McLaughlin, John Entwistle et les membres de Heart viennent y acheter leurs guitares et synthétiseurs. Intergalactic Music se développe bientôt en studio, où viennent s'enregistrer plusieurs artistes influents comme Afrika Bambaataa et Soulsonic Force, les Ramones, Blondie, Keith Richards ou encore Billy Idol,.
En 1984, il monte Rock Video International, une société de distribution qui apporte leurs premiers vidéoclips à l'URSS et au Japon. À Tokyo, où il s'installe vers la fin de la décennie, il découvre avec l'intérêt le karaoké, et le ramène aux États-Unis, avant de le faire découvrir également aux Européens. Il rencontre un grand succès dans cette activité, produisant un millier de vidéos du genre dans l'Occident. En 1987, il crée en parallèle Art Associates, pour mettre en contact les collectionneurs avec les travaux d'Andy Warhol et Jean-Michel Basquiat, rencontrés durant sa période new-yorkaise. Par la suite, la structure signera nombre d'artistes parmi lesquels Damien Hirst, Julian Schnabel et Anselm Kiefer,.

### Production de cinéma
En 1991, Hanley et sa femme se lancent dans la production cinématographique en montant Muse Productions. L'année suivante sort leur premier film, Killer Instinct (Split Second), un thriller d'action assez mineur mais qui les fait connaître. Désormais installés à Venice, quartier balnéaire de Los Angeles, ils se rapprochent d'Harvey Weinstein, qui leur propose de racheter la moitié de Miramax pour 6 millions de dollars, mais ils préfèrent renoncer. Dopée par le succès de The Crying Game, la société sera revendue pour dix fois plus à la Walt Disney Compagny en 1993.
Le couple Hanley poursuit néanmoins l'aventure, en s'appuyant sur ses contacts new-yorkais. Par leur entremise, ils rencontrent d'abord Nick Wechsler, qui les intègre à la production de Trees Lounge, la première réalisation de Steve Buscemi. De là, ils font la connaissance de Matthew Bright et Oliver Stone, qui les impliquent dans leur projet Freeway. En 1998, ils financent le premier long-métrage dirigé par leur ami Vincent Gallo, Buffalo '66, puis rencontrent Edward R. Pressman, et par son biais rejoignent la production de Two Girls and a Guy. Roberta, qui participe souvent à l'écriture des scénarios, sort cette même année son premier film en tant que réalisatrice, Brand New World (en) (Woundings).
Leur premier grand succès vient en 1999, avec Virgin Suicides, qui lance la carrière de cinéaste de Sofia Coppola. Puis vient leur rencontre avec Bret Easton Ellis, et l'adaptation de son roman American Psycho, qui révèle l'acteur Christian Bale au grand public. Depuis lors, Muse Productions enchaîne les succès autant que les controverses, profitant de ses contacts dans les divers milieux artistiques, participant à l'avènement de nouveaux talents,, et se fixant toujours pour ligne de conduite que « si l'idée est intéressante, alors elle sera bien accueillie ». Par ses choix et son style, Hanley est souvent vu dans le milieu cinématographique comme un marginal, mais il est apprécié des réalisateurs pour sa réputation à leur laisser le final cut,.
Le couple rencontre néanmoins des difficultés juridiques en 2014, quand des tensions se nouent entre eux et Periscope Entertainment (en) sur la production de Séduction fatale. L'affaire se solde par un arrangement financier, mais l'année suivante, les Hanley sont de nouveau attaqués en justice par le cinéaste Mathew Cullen (en). Cullen, soutenu par l'actrice Amber Heard, accuse Hanley d'avoir dénaturé le film. En réponse, le producteur poursuit à son tour l'actrice, lui reprochant de n'avoir pas respecté les termes de son contrat. Le film finit par sortir en 2018, mais le public ne suite pas.

### Détour dans l'architecture
Les Hanley semblent depuis longtemps apprécier l'architecture. Déjà en 1992, leurs bureaux à Venice avaient été conçus par Frank Gehry. En 2020, ils inaugurent de nouveaux bureaux en plein désert, dans le parc national de Joshua Tree, sous la forme d'une vaste villa tout en verre réfléchissant. Baptisée The Invisible House, cette « maison invisible » a été conçue par Chris Hanley lui-même, avec l'aide de l'architecte Tomas Osinski.

## Filmographie
Sur tous les films ci-après, Chris Hanley et sa femme Roberta apparaissent en qualité de coproducteurs. Roberta est également réalisatrice sur Brand New World.
- 1996 : Trees Lounge de Steve Buscemi
- 1996 : Freeway de Matthew Bright
- 1997 : Liens secrets (en) de Michael Oblowitz (en)
- 1998 : I Woke Up Early the Day I Died d'Aris Iliopulos
- 1998 : Girl (en) de Jonathan Kahn
- 1998 : Modern Vampires (en) de Richard Elfman (en)
- 1998 : Buffalo '66 de Vincent Gallo
- 1998 : Brand New World (en) (également appelé Woundings) de Roberta Hanley
- 1999 : Virgin Suicides de Sofia Copolla
- 2000 : American Psycho de Mary Harron
- 2001 : Bully de Larry Clark
- 2002 : Spun de Jonas Åkerlund
- 2002 : Irréversible de Gaspar Noé
- 2002 : Love Liza de Todd Louiso (en)
- 2003 : Tiny Tiptoes de Matthew Bright (hors Muse Productions)
- 2003 : This Girl's Life d'Ash Baron-Cohen (en)
- 2004 : Le Livre de Jérémie (The Heart Is Deceitful Above All Things) d'Asia Argento
- 2005 : I Love Your Work d'Adam Goldberg
- 2005 : Edmond de Stuart Gordon
- 2009 : Boogie Woogie de Duncan Ward
- 2009 : Veronika décide de mourir (Veronika Decides to Die) d'Emily Young
- 2009 : South of the Border d'Oliver Stone
- 2010 : The Killer Inside Me de Michael Winterbottom
- 2012 : Yellow de Nick Cassavetes
- 2012 : 360 de Fernando Meirelles
- 2013 : Spring Breakers d'Harmony Korine
- 2018 : Séduction fatale (London Fields) de Mathew Cullen